# ボーイング・ステアマン モデル75
ボーイング・ステアマン モデル75
アメリカ海軍風の塗装を施したモデル75（2006年）
- 用途：練習機・曲技機
- 製造者：ステアマン・エアクラフト
- 運用者：アメリカ陸軍航空軍他
- 初飛行：1934年
- 生産数：10620機以上
- ユニットコスト：11,000ドル

ボーイング・ステアマン モデル75（Boeing-Stearman Model 75）はボーイングに買収されウィチタ工場となったステアマン・エアクラフトが製造していた複葉の練習機である。
第二次世界大戦当時のアメリカ陸軍航空軍とアメリカ海軍の練習機として採用され10000機以上が製造された。大戦後には余剰となった機体が格安で放出されたため、民間でも練習機・スポーツ機として利用されるようになり、現代でもレストア機や改造機が飛行している。
ボーイング・ステアマン、ボーイング モデル75、ケイデットもしくはカイデット（Kaydet）などの名称があり、ボーイングでは『Stearman Kaydet Trainer』と表記している。
本項目では便宜上ケイデットに統一する。

## 概要
1927年に設立したステアマン・エアクラフトは民間向けの複葉機を製造し、1930年代前半から軍用練習機の開発を開始し基本形となるX-70をアメリカ陸軍航空軍へ売り込んたがこの時は採用されず、新しい初等練習機を検討していたアメリカ海軍が採用した。1939年にステアマン・エアクラフトがボーイングに買収された後も『Wichita 75』として生産が継続され、後にモデル75に名称が変更された。陸軍航空軍では1939年にPT-19を採用したが、需要が増加したためケイデットも平行して採用された。ステアマンは練習機として低翼単葉機のXBT-17も売り込んでいたが、こちらは評価試験のみで終了した。
第二次世界大戦の勃発で需要が急増し大量に生産されたことでボーイングに大きな利益をもたらしたが、終戦により注文がキャンセルされたこともあり生産を停止した。これ以降ボーイングでは軽飛行機を製造しておらず、ケイデットが最後の製品となった。軍から払い下げられた練習機が多数放出され、民間で練習機や農業機として利用された。

## 構造
1930年代には複葉機は時代遅れとなりつつあり、練習機でも羽布張りだが単葉で胴体には鋼管骨組みを採用したPT-19も登場していた。ケイデットはフレームの一部に木材を使用し翼は布張り、油圧式のショックアブソーバを標準装備しているものの降着装置は固定式という旧態依然とした設計であった。しかし、単純な構造のため頑丈で初等練習機としては十分な性能を備えていた。
同時期に採用されたPT-19やライアン STと比べ構造が単純なことに加え、当時は木製複葉機の製造に慣れた工員も多く、低コストで大量生産が可能だった。特に戦時中は需要に対応することが出来たのはケイデットのみであった。
座席は訓練生が前、教官が後ろに座る独立したタンデム式で、風防は前面のみ装備されている。エンジンや車輪は剥き出しであるが一部のユーザーはカウルを装着するなどの改修を行っている。第二次世界大戦後に民間に放出され農業機に改造された機体は、前席を肥料や農薬を散布する装備を搭載するスペースへ転用する例もある。
70年以上前の機体であるが構造が単純なため整備やパーツ製造が容易なこともあり、現代の基準に適合した計器類や無線機を追加したレストア機が10万ドル以下（2019年時点）で取引されている。
アメリカでは大戦中の塗装を施したレストア機が各地の航空ショーで飛行を行っている。

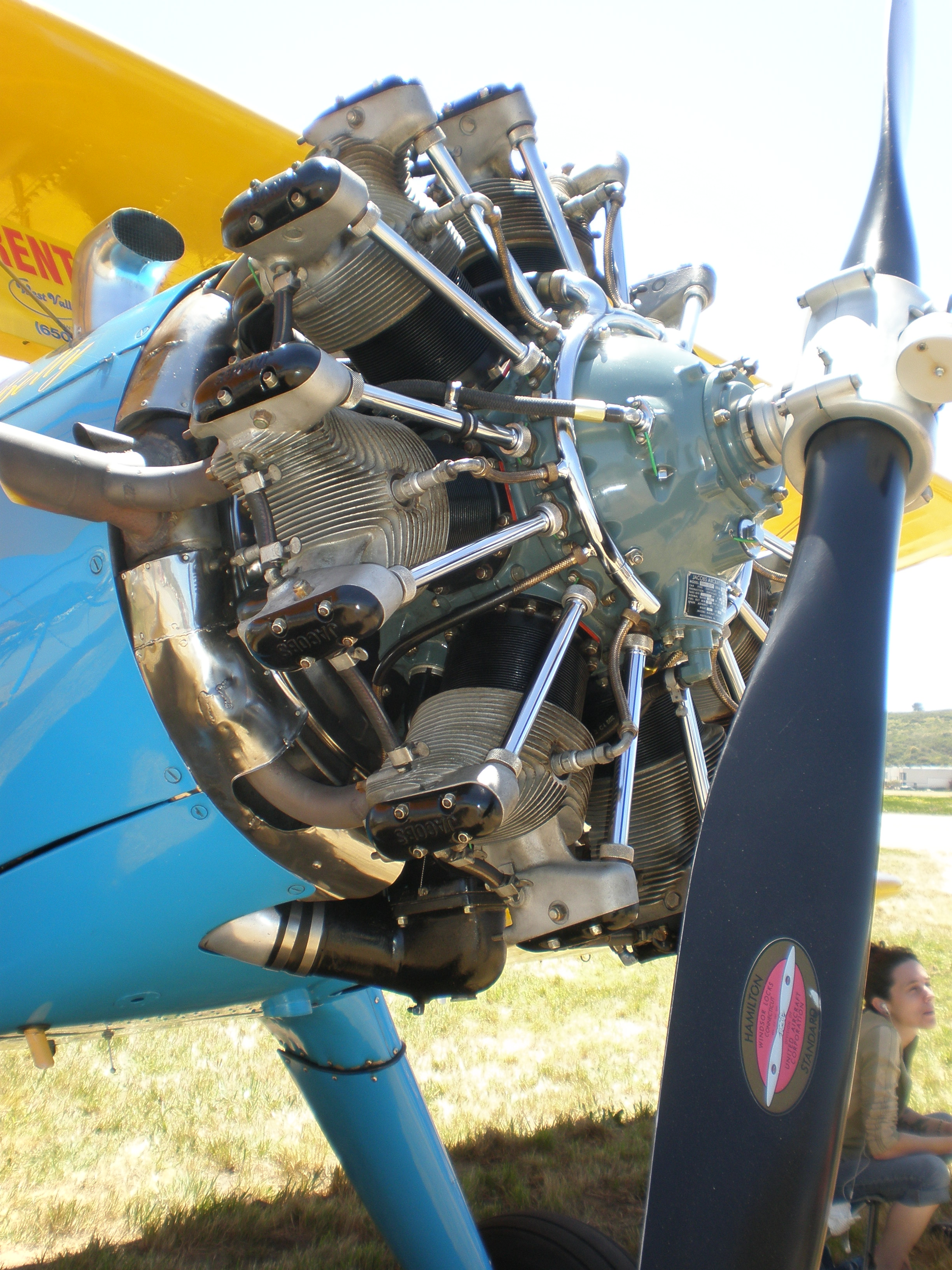
機首（PT-18）
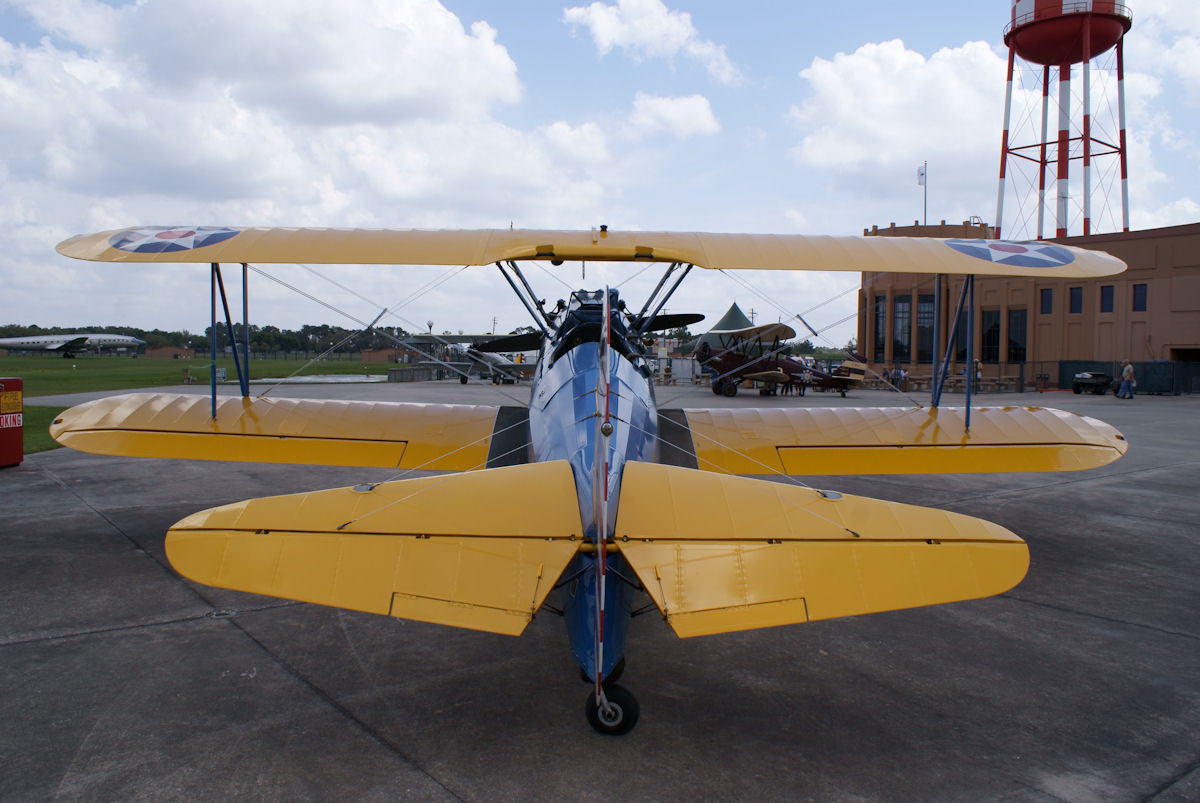
後部（PT-17）
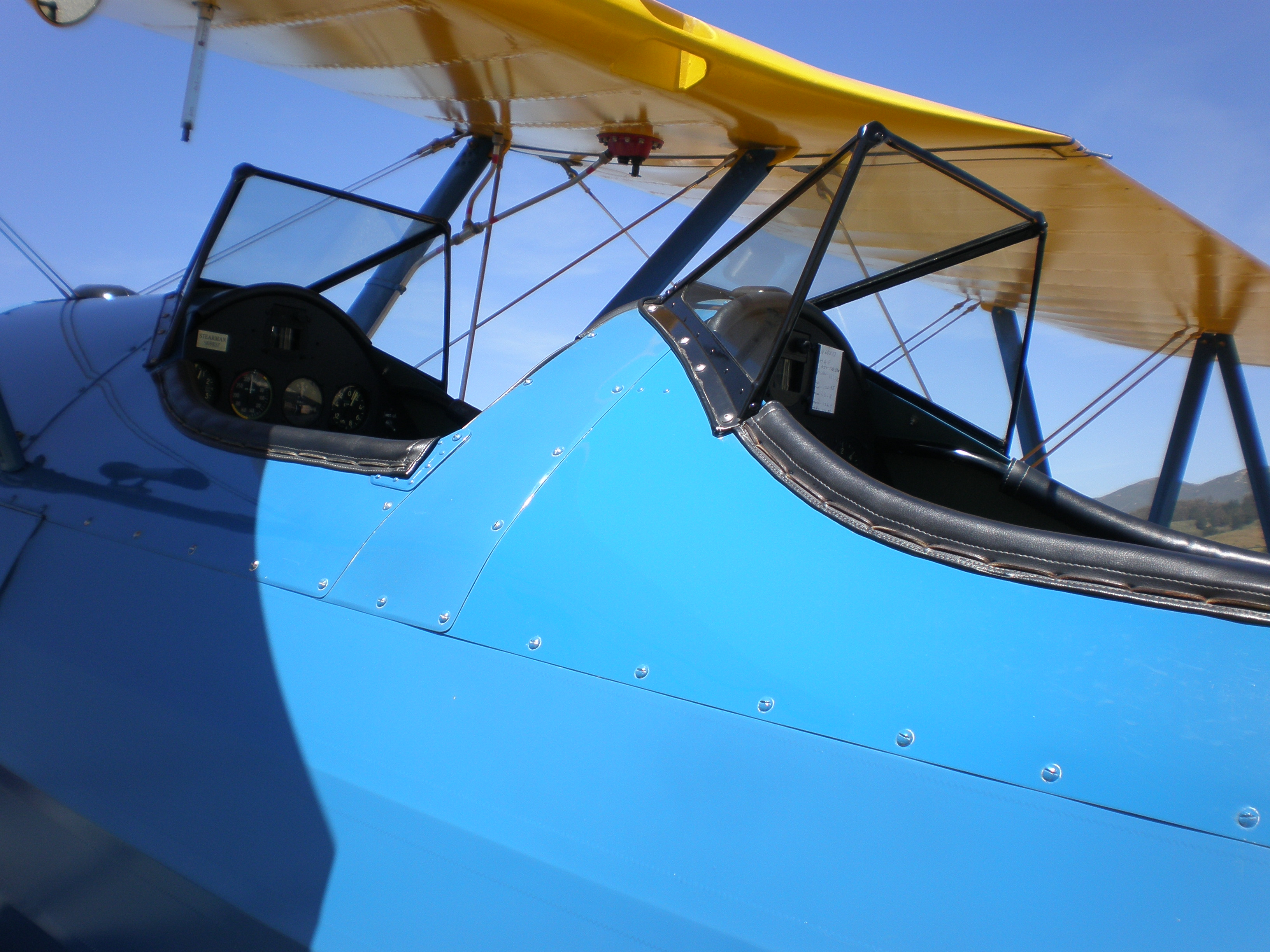
操縦席（PT-13D）
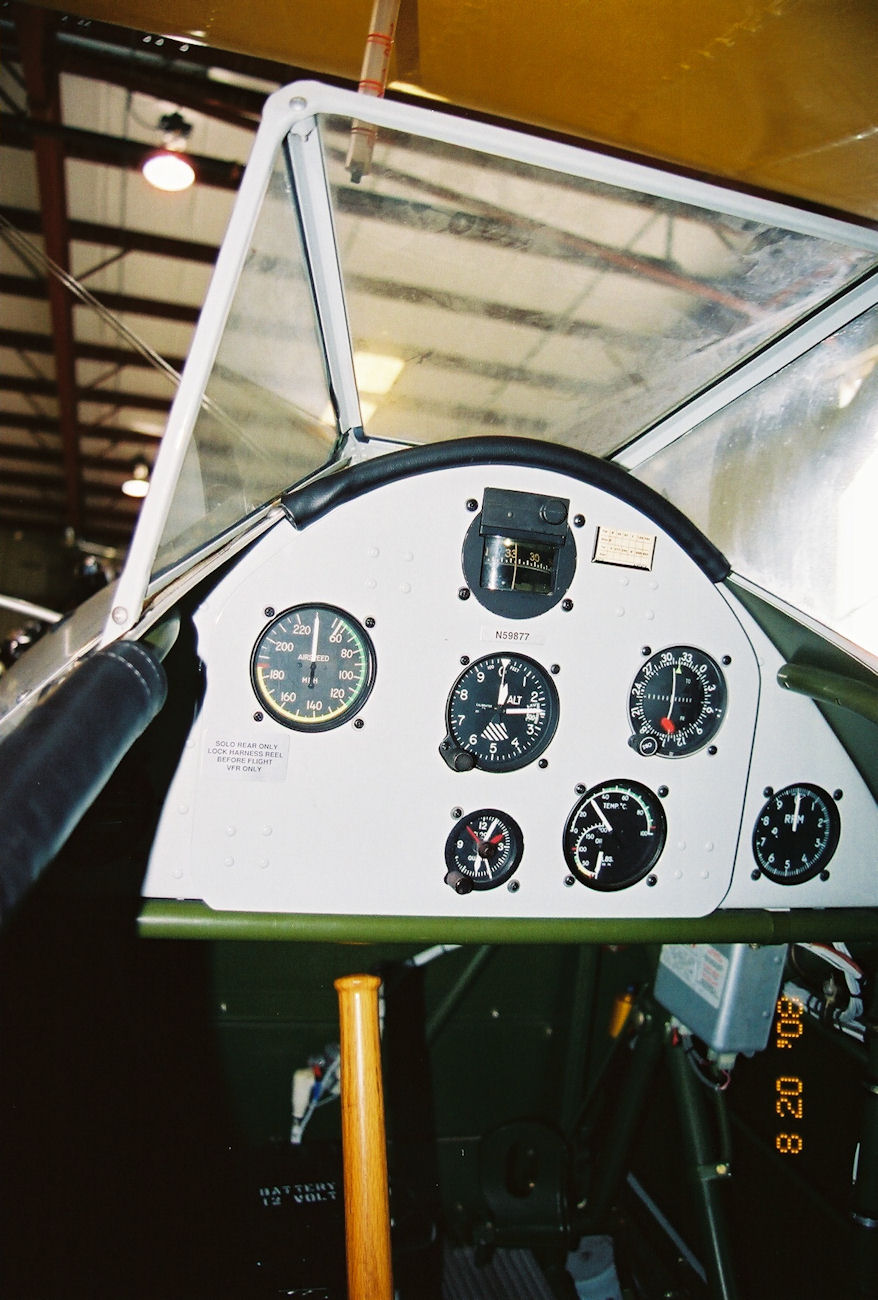
前部操縦席（N2S-4）
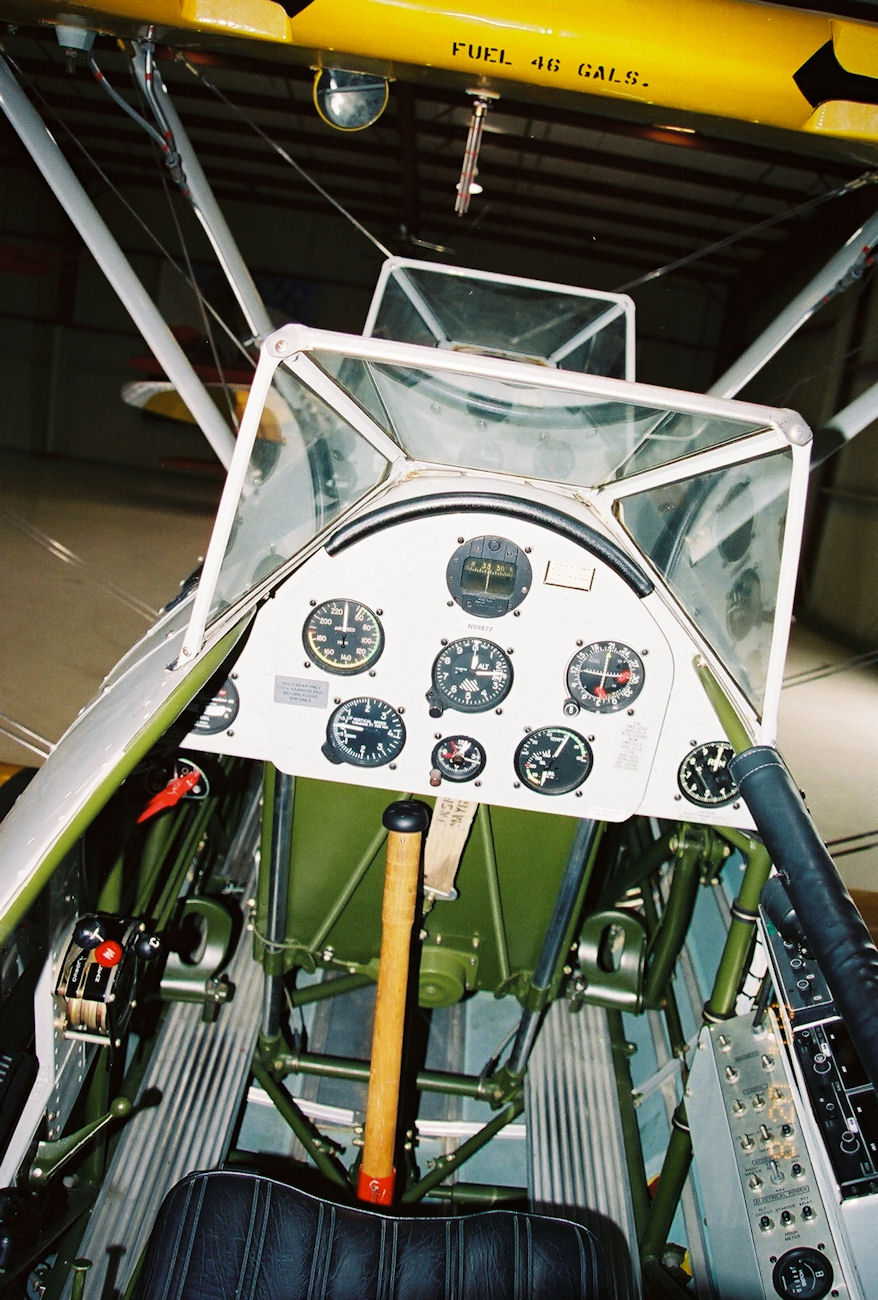
後部操縦席（N2S-4）
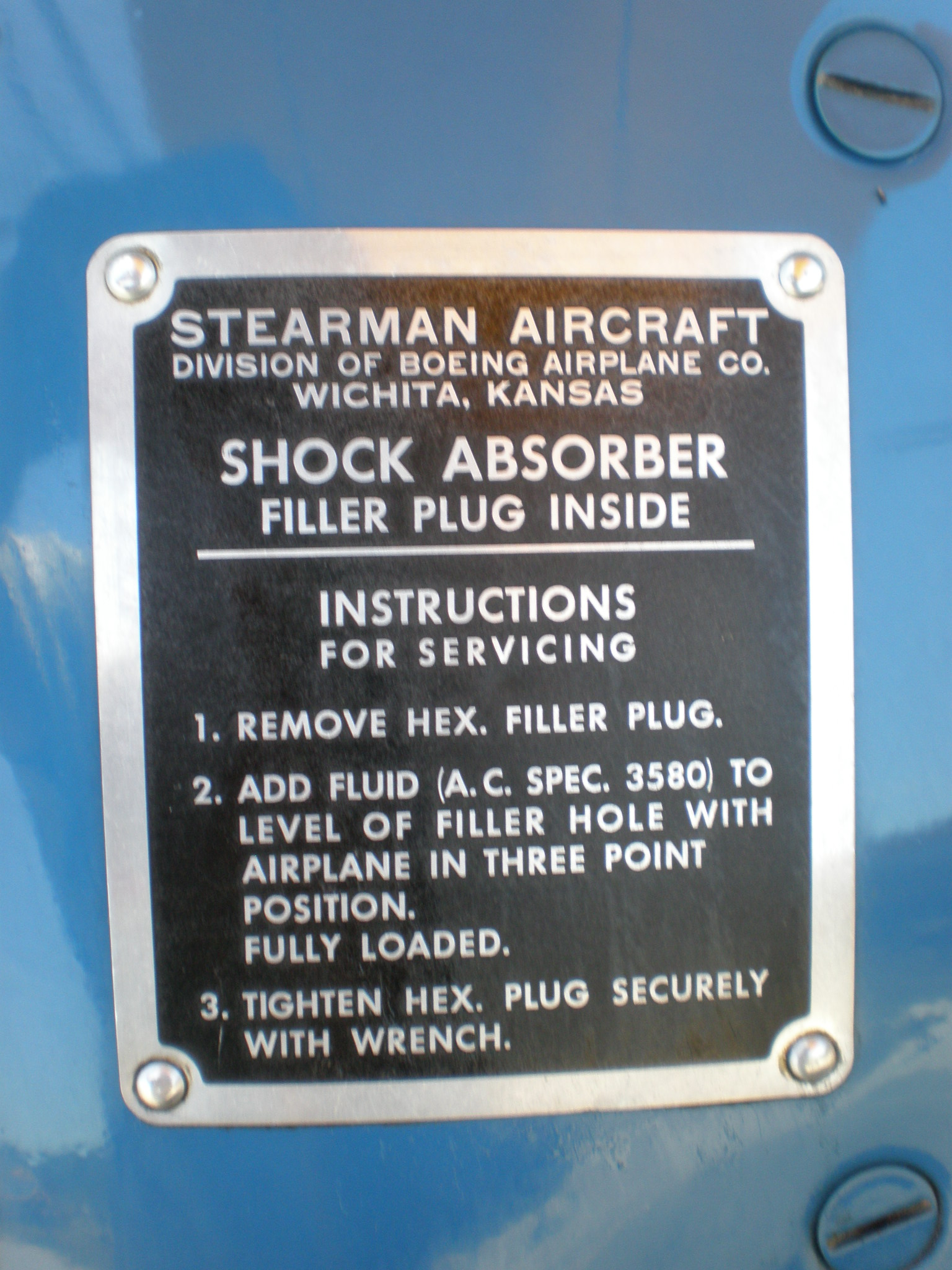
ショックアブソーバの注意書き（PT-13D）
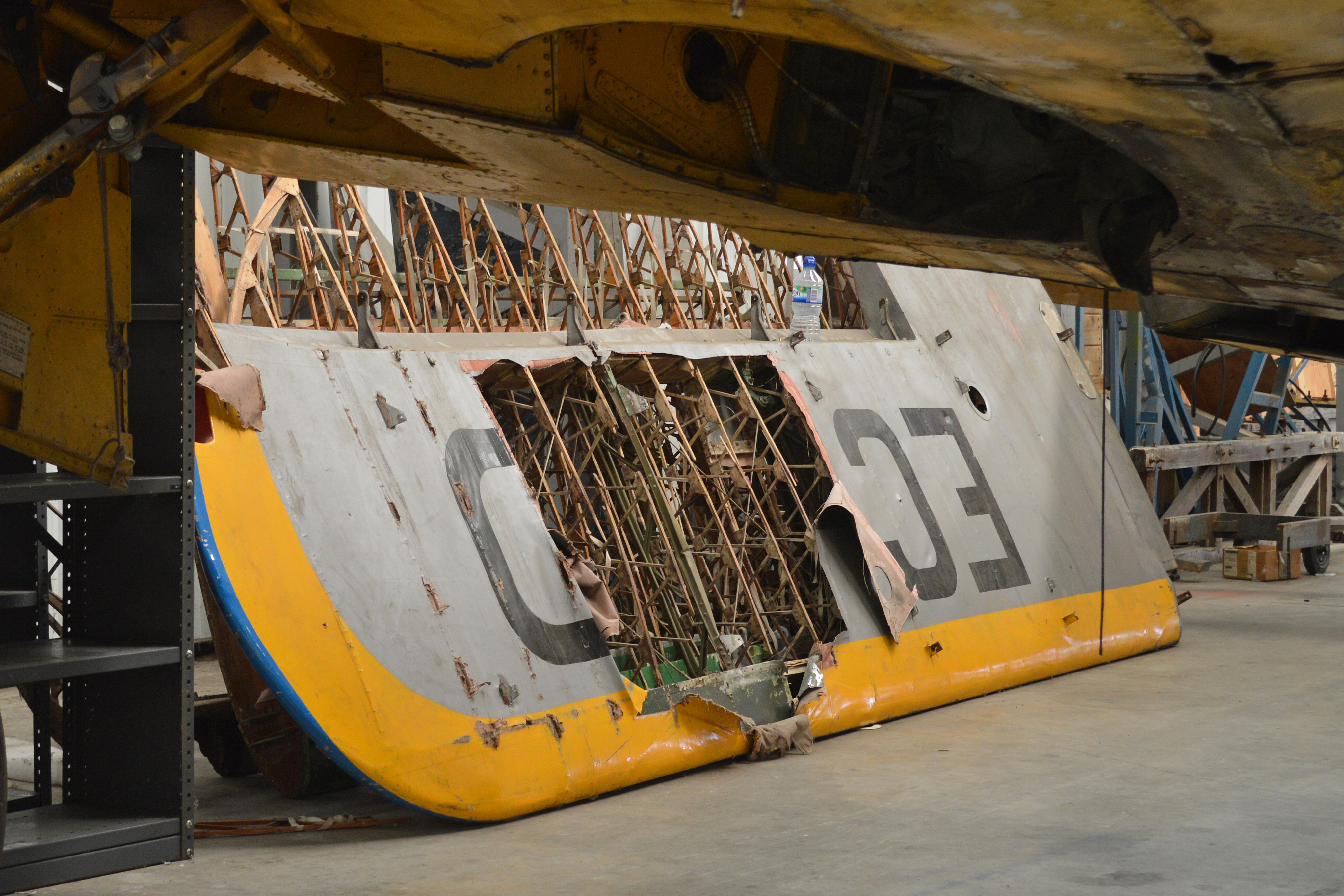
主翼の構造

## バリエーション

### アメリカ陸軍航空軍
アメリカ陸軍航空軍ではエンジンの種類により3種類のタイプに区別していた。陸軍航空軍向けの総生産数は約6,000機以上となっている。
PT-13ライカミングR-680を搭載したモデル。2,141機が製造された。
PT-13 最初期の生産型。R-680-B4B エンジンを搭載。26機製造。
PT-13A R-680-7 エンジンを搭載。1937年から38年に92機が製造された。モデル A-75とも呼ばれる。
PT-13B R-680-11 エンジンを搭載。1939年から40年に255機が製造された。
PT-13C 計器飛行訓練用モデルで、6機がPT-13Bから改造された。
PT-13D PT-13AにR-680-17 エンジンを搭載したもの。35機製造。モデル E-75とも呼ばれる。
PT-17コンチネンタルR-670-5を搭載したモデル。3,519機が製造された。
PT-17A 暗視界飛行訓練用モデルで、18機がPT-17から改造された。
PT-17B 農薬散布装置を搭載したモデルで、3機がPT-17から改造された。
PT-18
Jacobs R-755を搭載したモデル。150機が製造された。
PT-18A 暗視界飛行訓練用モデルで、6機がPT-18から改造された。
PT-27
PT-17のカナダ向け輸出モデル。レンドリース法により301機がカナダ空軍に供与された。

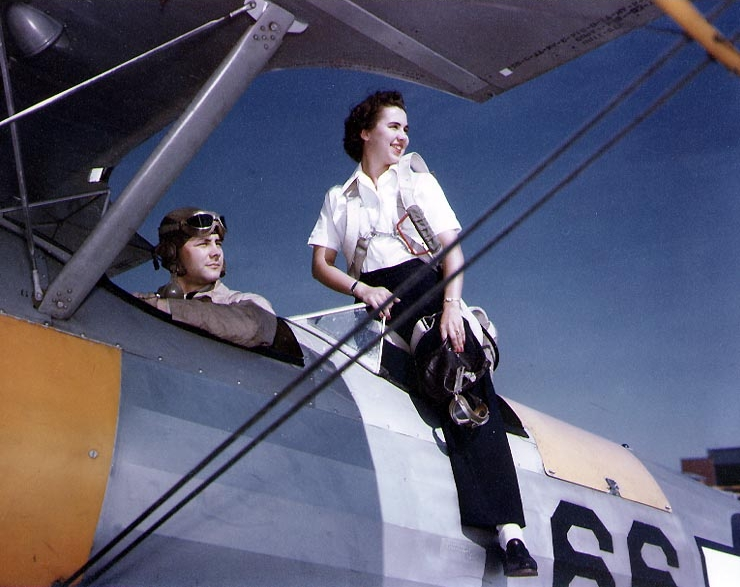
N2S
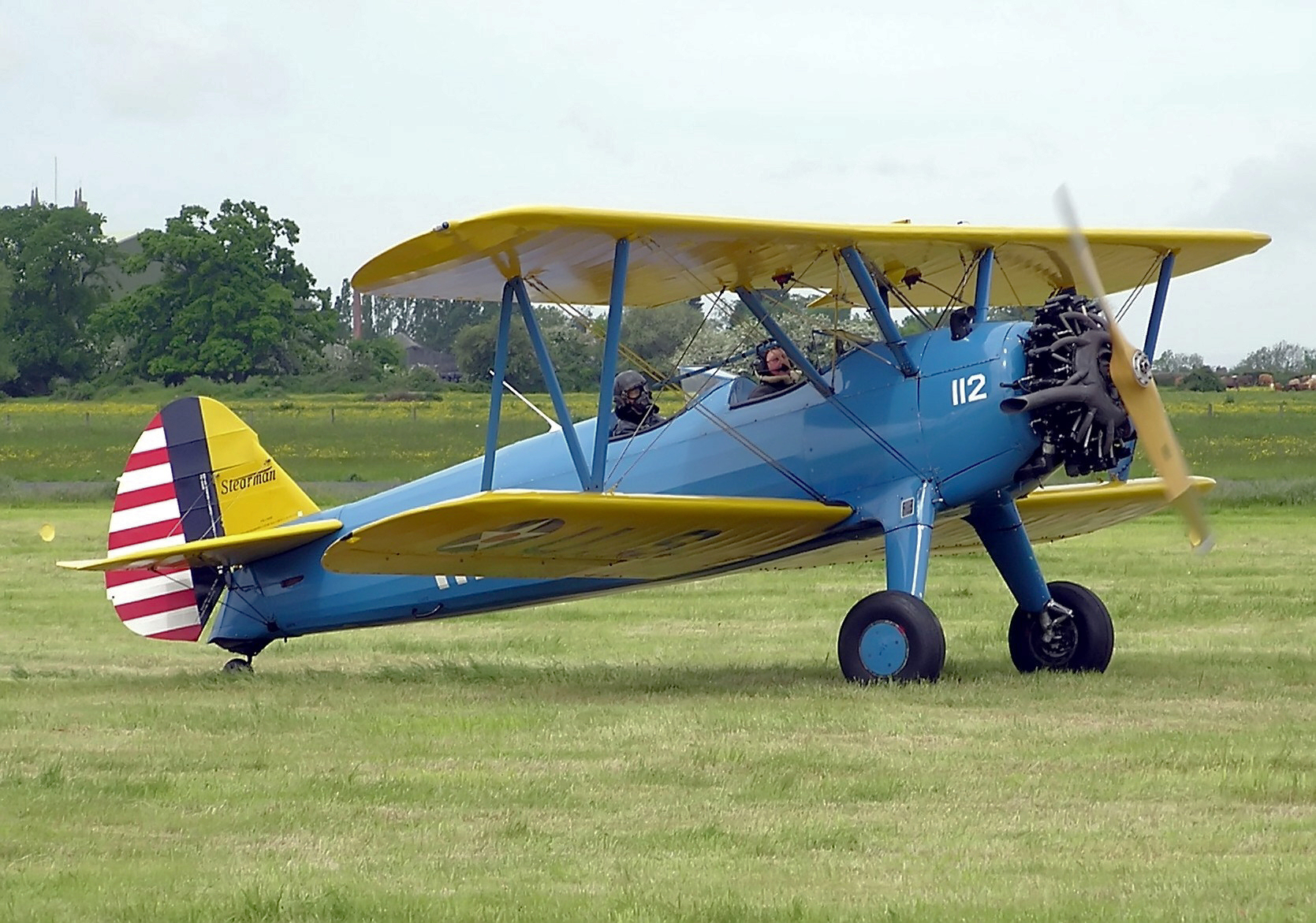
PT-13D (モデル E-75)

### アメリカ海軍
海軍向けは黄色く塗装されていたため、"イエロー・ペリル"のニックネームで知られる。総生産数は約4,400機以上となっている。
NS
海軍向けに61機製造。出力220hp (164kW) の Wright J-5 Whirlwindエンジンを搭載したモデル。
N2S
N2S-1 R-670-14 エンジンを搭載。250機がアメリカ海軍に供給された。
N2S-2 R-680-8 エンジンを搭載。125機がアメリカ海軍に供給された。
N2S-3 R-670-4 エンジンを搭載。1,875機がアメリカ海軍に供給された。
N2S-4 99機がアメリカ陸軍から海軍に譲渡され、さらに577機が海軍向けに新造された。
N2S-5 R-680-17 エンジンを搭載。1,450がアメリカ海軍に供給された。
N2S Ambulance 後部座席を撤去し負傷兵を担架ごと乗せられるように改造した救急輸送型。

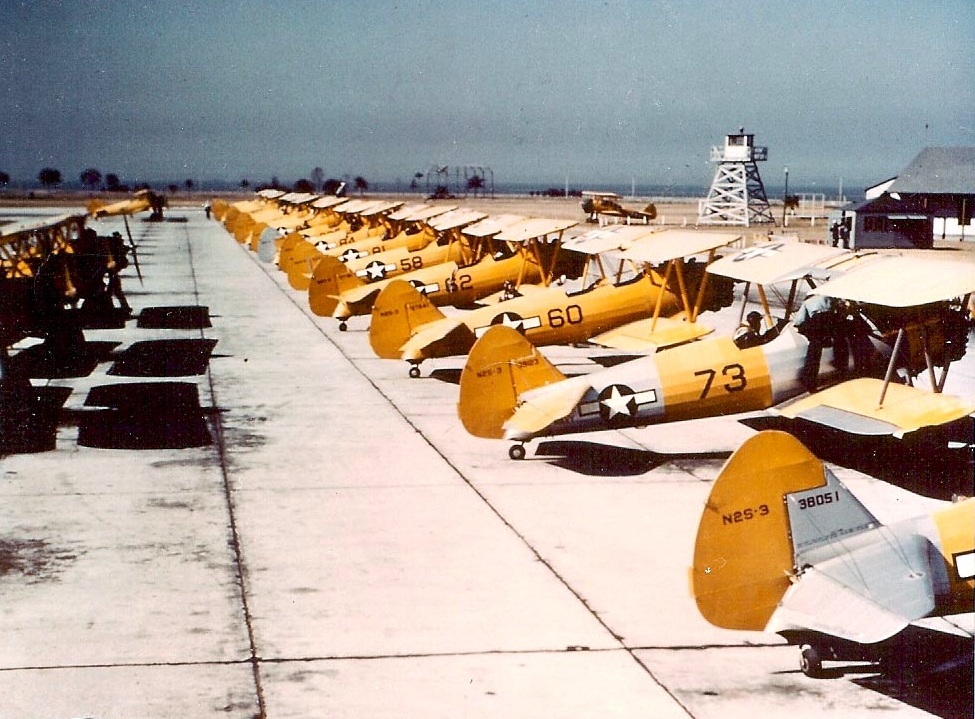
N2S-3s
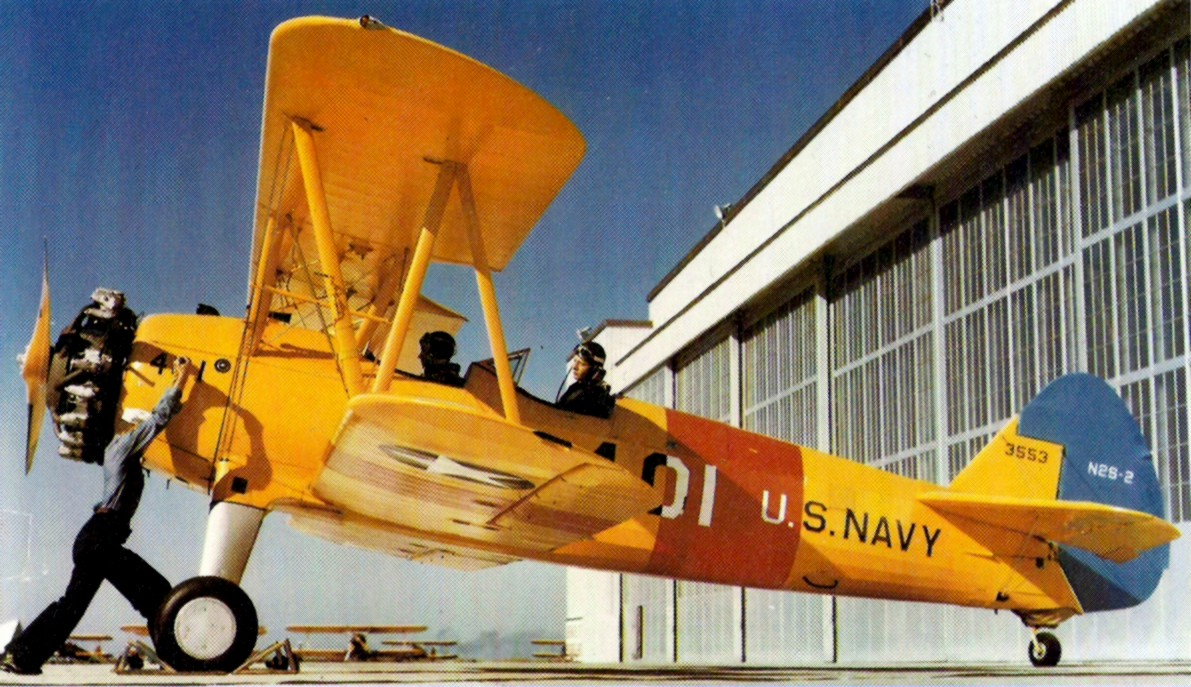
N2S-2（1943年）
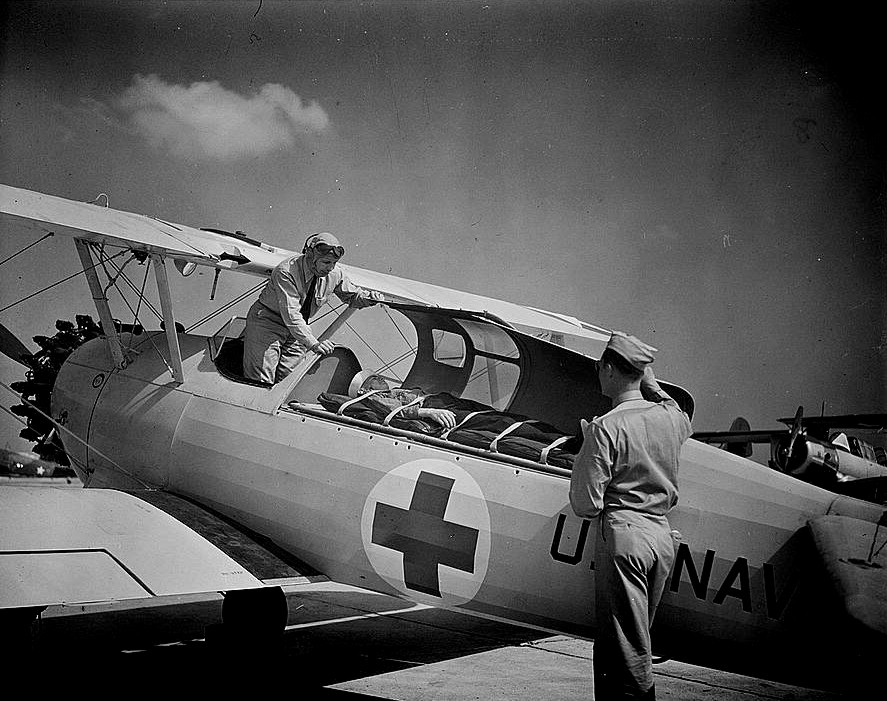
N2S Ambulance（1942年）

### ステアマンによる分類
ステアマン X-70
最初に製造された試作機。出力215 hp (160 kW)のライカミング製エンジンを搭載。評価試験時の名称は XPT-943 であった。
モデル 73
最初期の量産型。アメリカ海軍向けにNSとして61機製造された。輸出も行われている。
モデル 73L3
フィリピン向け輸出モデル。出力200 hp (150 kW)のR-680-4 または R-680C1 エンジン搭載。7機製造。
モデル A73B1
キューバ軍向け輸出モデル。出力235 hp (175 kW)のライト R-790エンジンを搭載。1938年から40年にかけて7機製造。
モデル A73L3
フィリピン向けの改良型。3機製造。
ステアマン X-75 （モデル75）
アメリカ陸軍航空隊により評価試験を受けたモデルで、X-75L3が PT-13 の原型となった。別の派生モデルはPT-17の原型機種となっている。
ステアマン 76 （モデル76）
ステアマン 75 （X-75）の輸出用モデル。訓練用および武装タイプ。
ステアマン X-90 ／ X-91
金属製フレームを使用したモデルで、 XBT-17に発展した。
ステアマン XPT-943
X-70の評価試験時のモデル名。
American Airmotive NA-75
American Airmotive社が米軍払い下げの機体を改修した単座の農業用モデル。

## 運用国
アメリカ軍向けとして開発されたが、余剰機が海外へ売却されるなどしたため、第二次世界大戦後にも初等練習機として使用する軍が存在した。
 アルゼンチン
- アルゼンチン空軍
- アルゼンチン海軍 - 16機の ステアマン モデル76D1 を1936年から1937年にかけて導入[10]。大戦後にアメリカ海軍から放出された60機のN2Sを追加導入。1960年代に退役した。[11]。

 ボリビア
- ボリビア空軍[12]

 ブラジル
ブラジル空軍 - ステアマン モデルA75L3 および ステアマン モデル76を導入。
 カナダ
カナダ空軍 - 301機のPT-27をレンドリース法により供与された。
 中華民国
中華民国空軍 - 150機のPT-17をレンドリース法により供与された。大戦後に20機の改修機を追加で導入。
 コロンビア
コロンビア空軍。
 キューバ
- キューバ空軍[12]

 ドミニカ共和国
- ドミニカ空軍[12]

 ギリシャ
- ギリシャ空軍

 グアテマラ
- グアテマラ空軍[12]

 ホンジュラス
- ホンジュラス空軍[17]

 イラン
イラン空軍
 イスラエル
イスラエル空軍 - 20機のPT-17を導入。空軍飛行学校の練習機として運用されたほか、1956年の第二次中東戦争の際には予備役部隊の第147飛行隊が連絡・輸送・哨戒などを行う汎用機として作戦投入した。IAF エアロバティックチームで現在も展示飛行が行われている。
 メキシコ
メキシコ空軍
 ニカラグア
ニカラグア空軍
 パラグアイ
パラグアイ空軍
 ペルー
ペルー空軍
 フィリピン
フィリピン陸軍航空軍
フィリピン空軍
 アメリカ合衆国
アメリカ陸軍航空軍/アメリカ陸軍航空隊 - PT-13 / PT-17 /PT-18 を運用（前項も参照。）
アメリカ海兵隊
アメリカ海軍 - N2 / N2S を運用（前項も参照。）
 ベネズエラ
ベネズエラ空軍

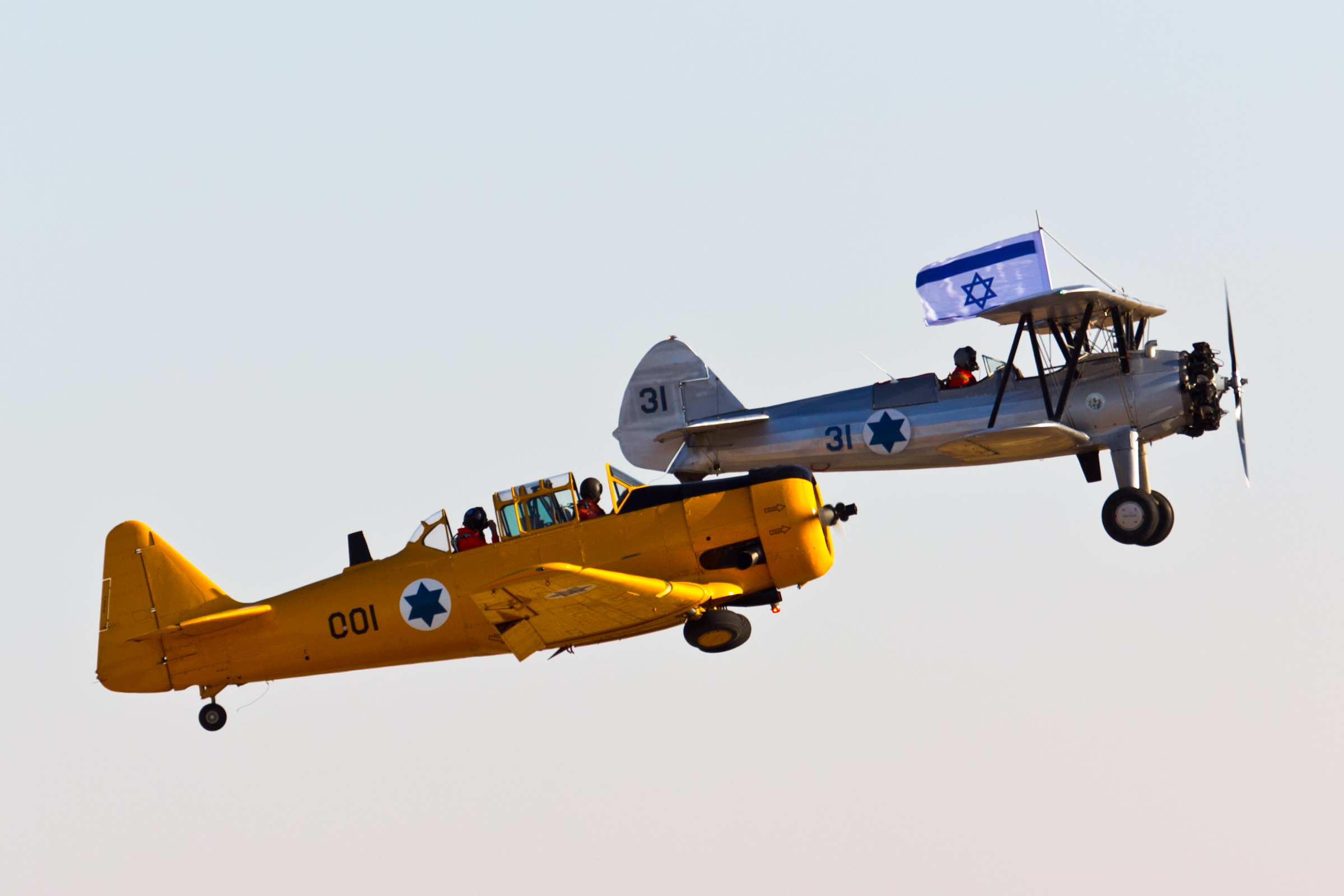
展示飛行を行うイスラエル空軍のPT-13とT-6G（2013年）

### 民間
元が練習機であるため操縦しやすく頑丈であることに加え、戦後はアメリカ軍の放出品が低価格で出回った。民間でも練習機として使われた他、農業機として改造された機体も多く存在する。また格安ながら高度な曲技飛行も可能であるため、曲技飛行の愛好家を中心に人気が高い。『ウィングウォーク』を行う曲技飛行チームではピッツ・スペシャルと並び数少ない選択肢の一つである。
- ブライトリング・ウィングウォーカーズ

モデル75のエンジンを変更しエンジンカウルや車輪のスパッツを追加した独自改修モデルを使用。
上部主翼に固定された女性ダンサーがパフォーマンスを披露する。
チーム主体はイギリスの民間会社AeroSuperBaticsが編成したUtterly Butterly display team。

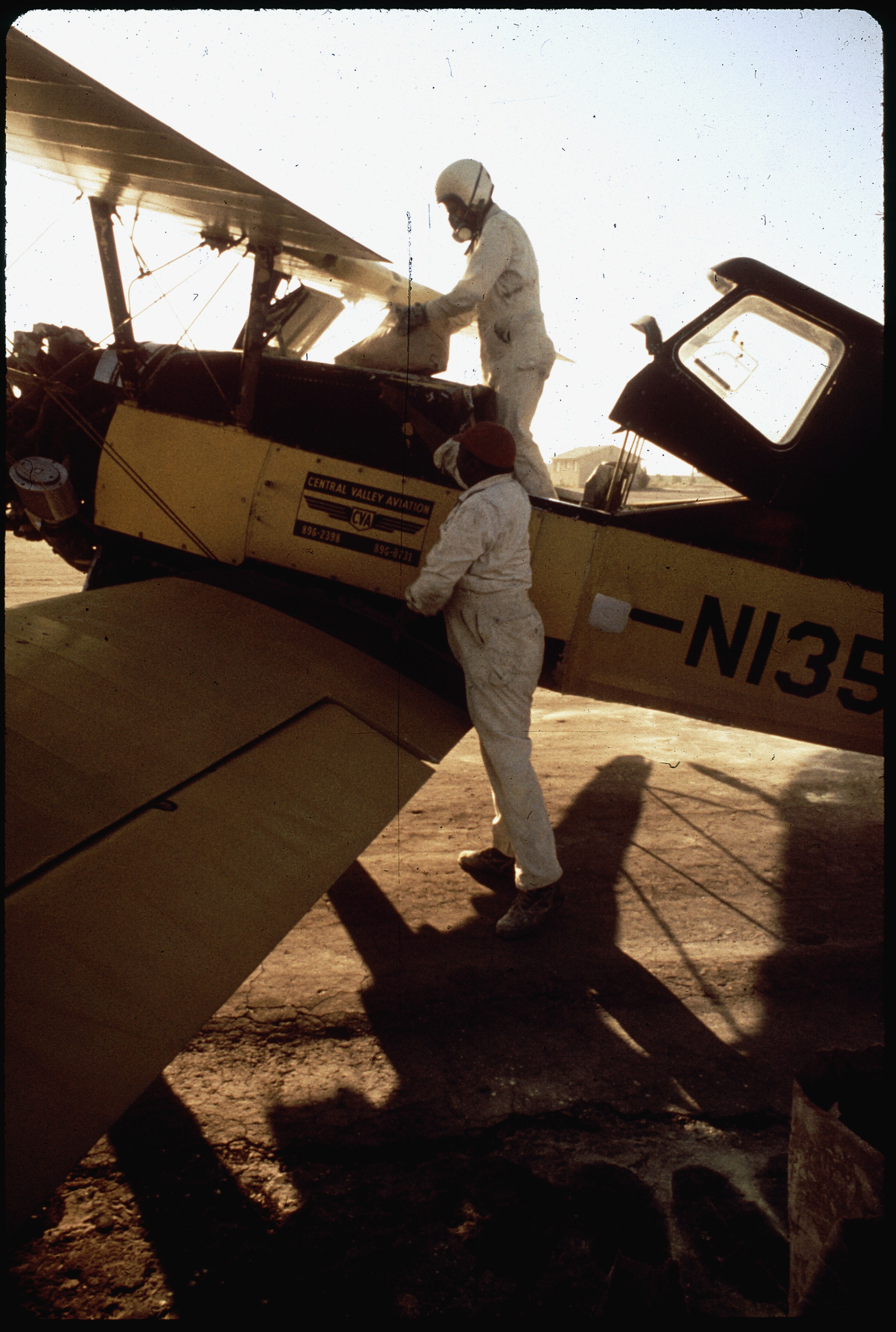
農業機に改造されたケイデット
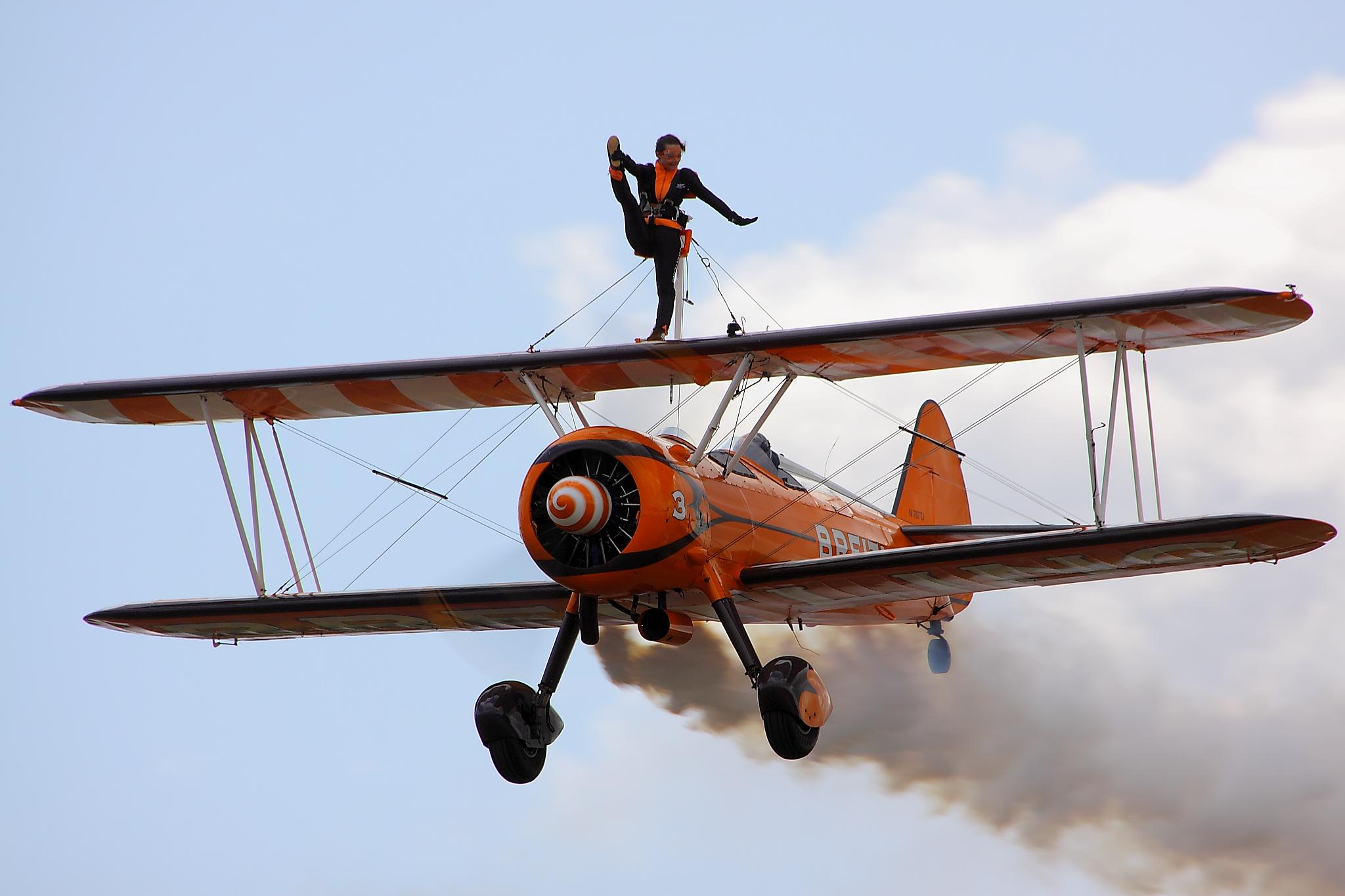
ブライトリング・ウィングウォーカーズ
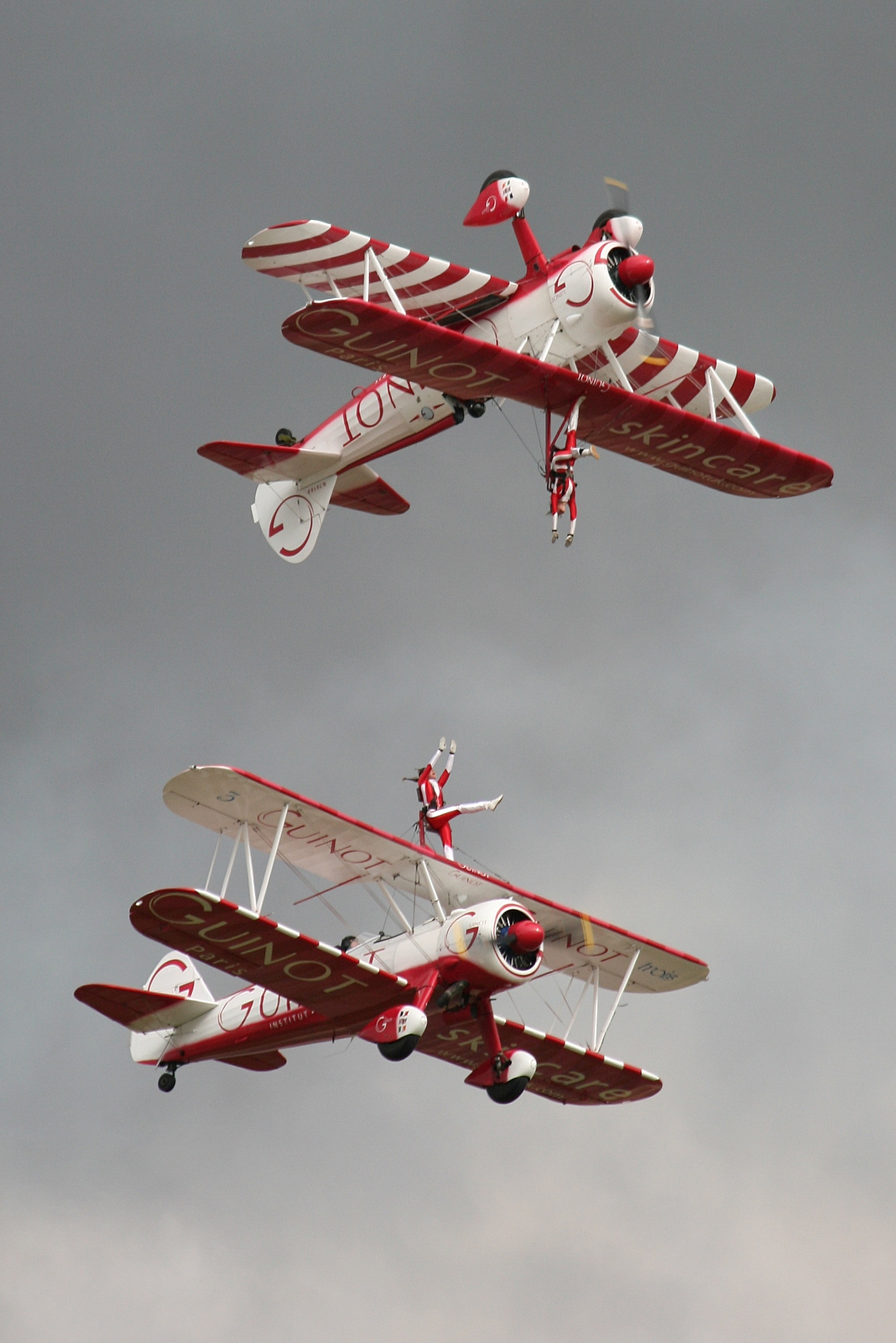
Utterly Butterly display team
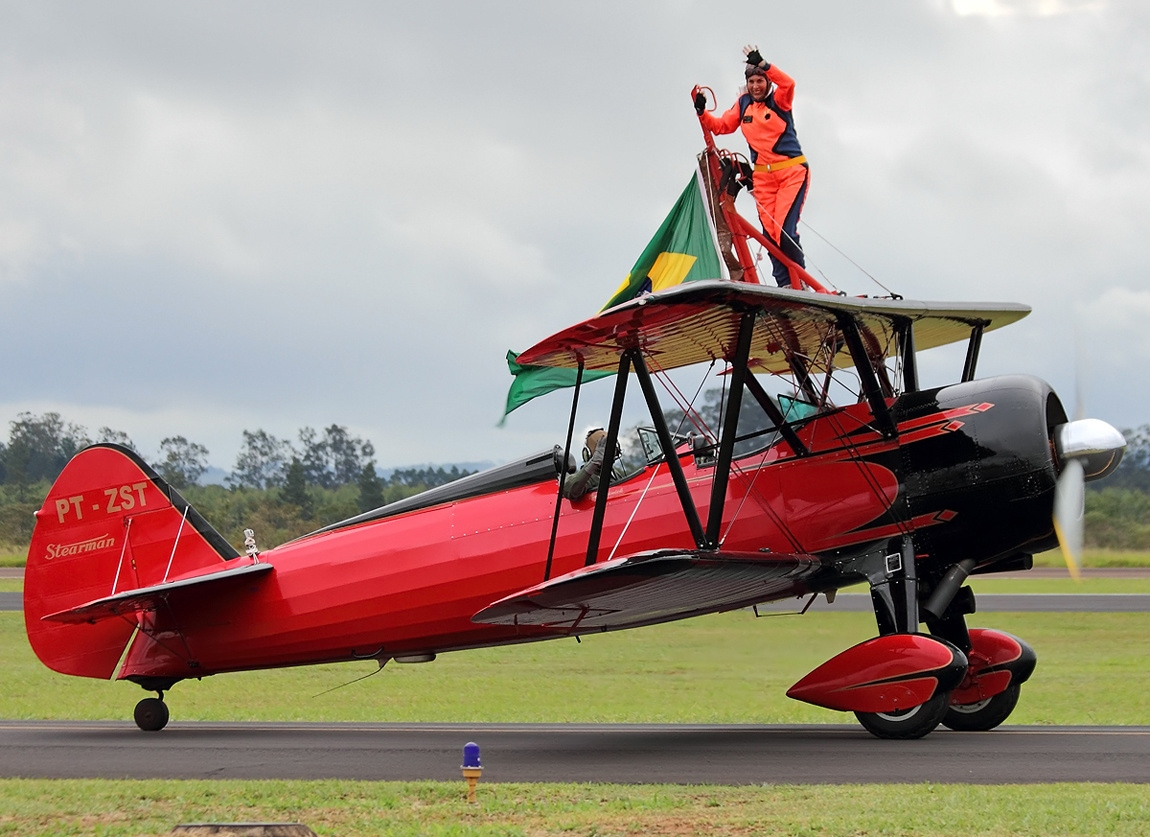
N2S-3にエンジンカウルや車輪のスパッツを追加した曲技飛行チームの機体
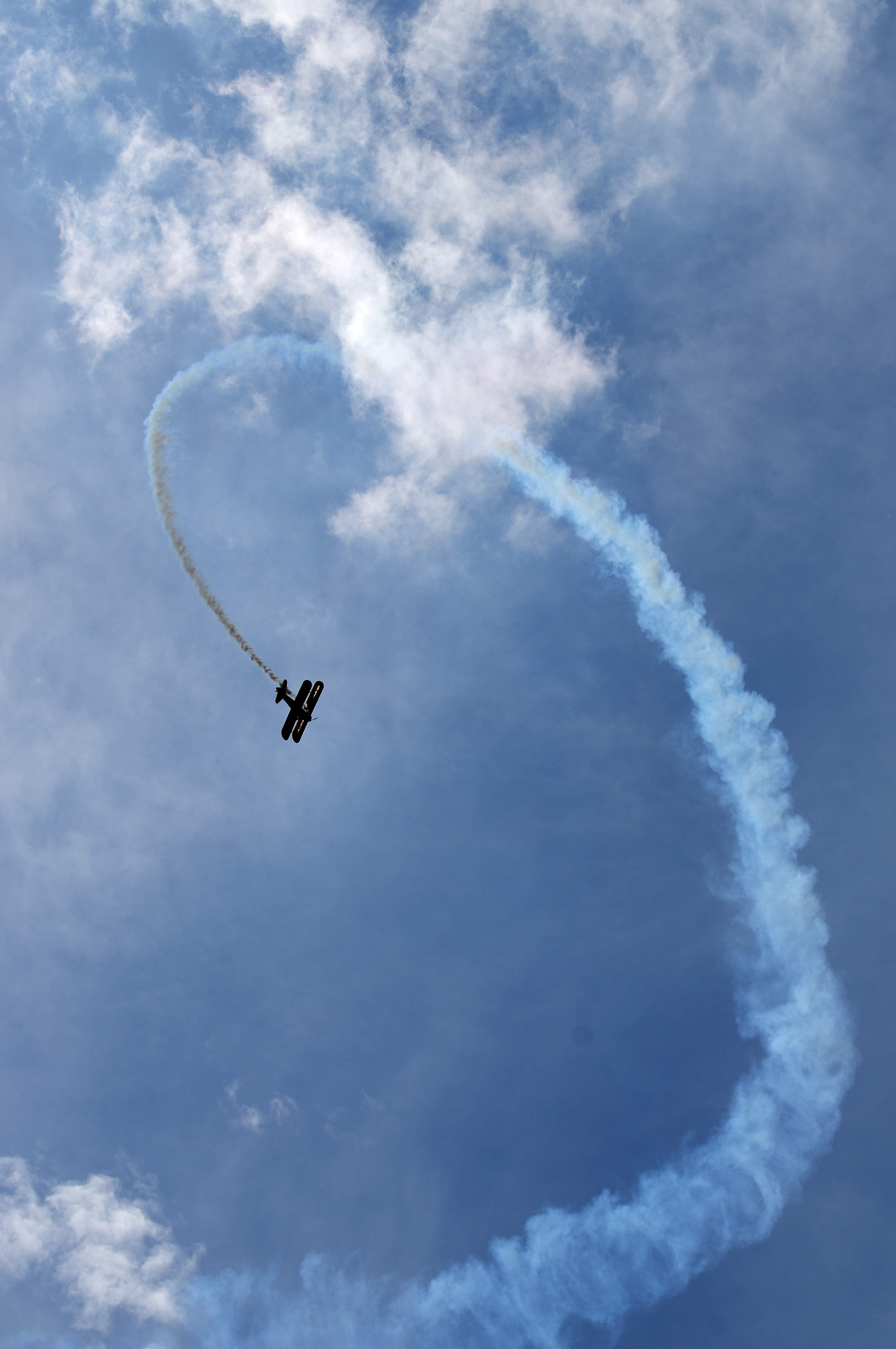
宙返りするPT-27

## 要目
出典: United States Military Aircraft since 1909
諸元
- 乗員: 2名
- 全長: 24 ft 9 in (7.54 m)
- 全高: 9 ft 8 in (3 m)
- 翼幅: 32 ft 2 in (9.81 m)
- 翼面積: 298 sq ft (27.7 m²) （ft2）
- 空虚重量: 1,931 lb (878 kg)
- 最大離陸重量: 2,635 lb (1,200 kg)
- 動力:  、コンチネンタル R-670-5 ,220 hp (164 kW)    ×

性能
- 最大速度: 135 mph (117 knots, 217 km/h)